# 牛島町モーモー喫茶 〜みなさん お疲れ様です。〜
『牛島町モーモー喫茶 〜みなさん お疲れ様です。〜』（うしじままちもーもーきっさ 〜みなさん おつかれさまです。〜）は、KNBラジオで平日16:30から18:30（プロ野球のナイター期間中は10分短縮され18:20まで。ナイターオフでも月曜日のみ18:20まで）に生放送されていたラジオ番組。2007年4月より放送開始。2009年3月27日に放送終了。「牛島町」はKNBラジオ及び北日本放送の本社が所在する「富山市牛島町」から。

## 番組内容
武道優美子、平島亜由美の2名のアナウンサーがモーモーギャルズと銘打ち放送するラジオ番組。『BATTLE TALK RADIO アクセス』（TBSラジオ）のように毎日決められたテーマについて意見を投稿する内容となっていた（ただし、『アクセス』のようにリスナーの電話での出演はない）。テーマは大半が時事関係のテーマであるが、一部例外もある（最終回はフリー（普通のお便り）であった）。2008年3月までは、武部知春、木地智美を含めた4人だった。最終回では1年ぶりにモーモーギャルズが全員揃って番組を締めくくった（木地は都合により電話でのみの出演）。
なお、インターネット上のKNBのHP内の番組HPなどでは、“牛島君”なる牛（ホルスタイン）をモチーフにした番組のマスコットキャラクターが使用されており、毎日1名に当たる特製タンブラー「モーモータンブラー」（略してモータン。当選者はエンディングで発表され、最終回は数名にプレゼントされた。）などの番組グッズにも、“牛島君”のイラストが使用されていた。また、番組中にも、男性の番組スタッフの一人が、“牛島君”の声の役で出演していた（なお、ボイスエフェクト有り）。

## パーソナリティ
（モーモーギャルズ）
- 武道優美子（月・火担当）
- 平島亜由美（水〜金担当）

### 元出演者
- 武部知春
- 木地智美

※2008年3月まで
最終回では武部と木地（電話出演）が特別出演

## 主なコーナー
- モーモー特集
- ニュース・パレード（文化放送制作）
- トヨタうわさの調査隊（TBSラジオ制作）
- JRN NEWS ネットワークTODAY（TBSラジオ制作）
- モー知ってる?国民年金（第2、4水曜）

## KNBテレビで当番組時間帯に放送している番組
- いっちゃん★KNB（16:25〜18:57）